# Chapelle Notre-Dame-de-Beaumont de La Chapelle-du-Châtelard
La chapelle Notre-Dame-de-Beaumont est une église située à La Chapelle-du-Châtelard dans le département de l'Ain. Elle est la propriété de la commune.

## Protection
La chapelle fait l’objet d’une inscription au titre des monuments historiques depuis le 22 janvier 1979.

## Galerie photos

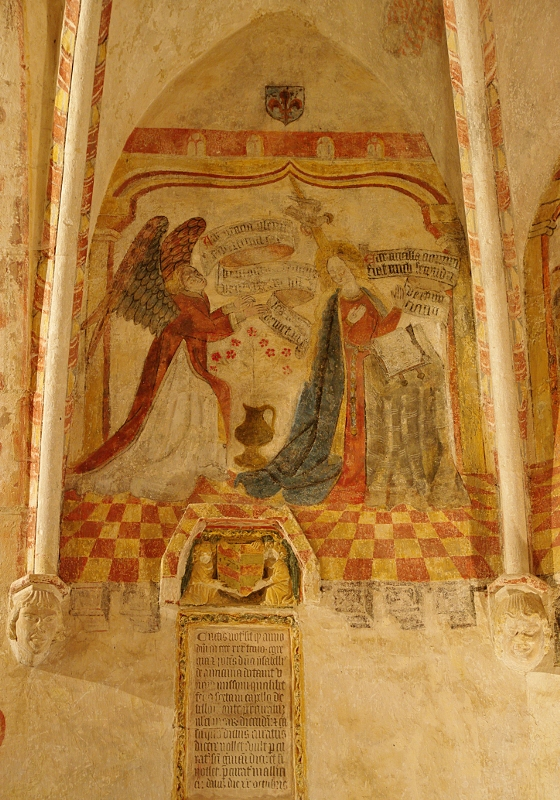
Peinture murale dans la chapelle : l'Annonciation.
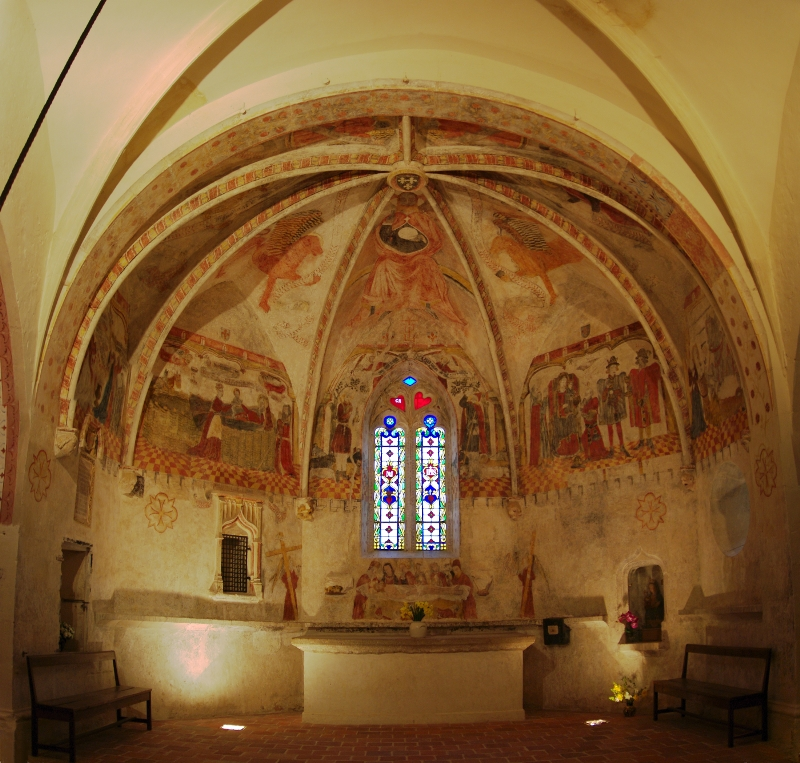
Vue du chœur de la chapelle.
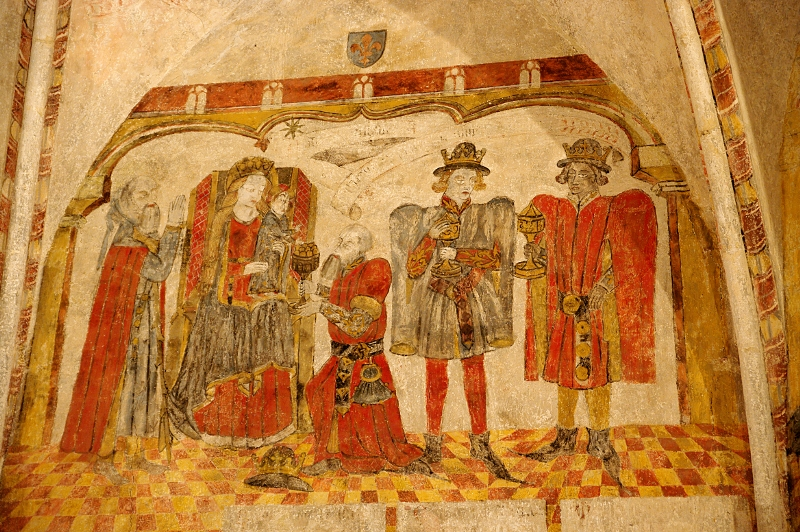
Peinture murale : les Rois mages.